# إيمان كياني
إيمان كياني (بالفارسية: ایمان کیانی) هو لاعب كرة قدم إيراني في مركز الدفاع، ولد في 1990 في مدينة أصفهان في إيران. لعب مع نادي سباهان أصفهان.

## وصلات خارجية
- إيمان كياني على موقع قاعدة بيانات كرة القدم.إي يو (الإنجليزية)
- إيمان كياني على موقع Soccerway.com (الإنجليزية)